# Брасар, Пер-Улоф
Пер-Улоф Брасар (швед. Per-Olov Brasar; род. 30 сентября 1950, Фалун, Швеция) — шведский хоккеист, левый нападающий.
Выступал за клуб «Лександ» (1969—1977, 1982—1983). Один из лидеров сборной Швеции в 70-е годы XX века. Участник пяти чемпионатов мира (1974—1978), Кубка Канады 1976. В 1977—1982 годах отыграл пять сезонов в НХЛ за «Миннесоту Норт Старз» и «Ванкувер Кэнакс». В чемпионате НХЛ провёл 348 игр, набрал 206 очков (64 шайбы + 142 передачи). Финалист Кубка Стэнли 1982 года. Включён в список лучших игроков за всю историю шведского хоккея под номером 94.

## Достижения
- Трёхкратный чемпион Швеции (1973, 1974, 1975).
- «Джентльмен года» Шведской элитной серии сезона 1976/77.
- Вице-чемпион мира 1977.